# Pará (1867)
Pará – brazylijski monitor, okręt prototypowy typu Pará, zbudowanego dla marynarki wojennej Brazylii w czasie wojny paragwajskiej pod koniec lat 60. XIX wieku. Okręt przeszedł przez umocnienia Humaitá w lutym 1868 i zapewniał armii wsparcie artyleryjskie przez resztę wojny. Po jej zakończeniu okręt został przydzielony do flotylli Mato Grosso. Okręt został rozbrojony i wycofany ze służby w 1884.

## Projekt i dane techniczne
Projekt monitorów rzecznych typu Pará powstał dla zaspokojenia zapotrzebowania brazylijskiej marynarki na małe okręty o niewielkim zanurzeniu, mogące prowadzić działania pod ostrzałem przeciwnika. Wybrano układ monitora, ponieważ jednostki wyposażone w wieżę artyleryjską mogły skuteczniej uczestniczyć w walce z wrogimi okrętami i fortyfikacjami niż okręty z pokładem bateryjnym, które były dotychczas w służbie brazylijskiej. Owalna wieża artyleryjska została osadzona na okrągłej platformie z centralną osią obrotu. Była ona poruszana przez czterech ludzi napędzających system przekładni: pełny obrót od 360 stopni zabierał 2,25 minuty. Na okręcie zamontowano także taran z brązu. Część podwodna kadłub została pokryta stopem Muntza (odmianą mosiądzu) by zredukować jej porastanie przez organizmy wodne.
Okręt miał 39 m długości całkowitej, szerokość 8,54 m, zanurzenie 1,51 - 1,54 m i wyporność 500 ton. Miał tylko 30 cm wolnej burty i nie nadawał się do samodzielnej żeglugi morskiej. Załoga składała się z 43 oficerów i marynarzy.

### Napęd
Okręty typu Pará miały dwie maszyny parowe bezpośredniego działania, każda poruszała pojedynczą śrubę o średnicy 1,3 m. Silniki były zasilane w parę przez dwa kotły cylindryczne o ciśnieniu roboczym 59 psi. Prędkość maksymalna wynosiła 8 węzłów na spokojnej wodzie. Okręty przewoziły zapas węgla wystarczający na jeden dzień rejsu.

### Uzbrojenie
"Pará" był uzbrojony w pojedyncze 70-funtowe działo Whitwortha, gwintowane, ładowane odprzodowo. Działo miało maksymalny zasięg około 5540 m i podniesienie 15 stopni. Pocisk o średnicy 140 mm (5,5 cala) ważył 36,7 kg, samo działo ważyło 3892 kg. Ustawienie lufy działa na lawecie zostało tak pomyślane, by do minimum ograniczyć rozmiary furty działowej i przez to możliwość przeniknięcia pocisków i odłamków do wnętrza wieży.

### Pancerz
Kadłub jednostek typu Pará był zbudowany z trzech warstw drewna ułożonych w różnych kierunkach. Miał grubość 457 mm i był pokryty 4-calową (102 mm) warstwą twardego drewna z peroby. Na linii wodnej znajdował się burtowy pas pancerny wysokości 91 cm, wykonany z niskowęglowego stopu żelaza. Miał on maksymalną grubość 102 mm na śródokręciu, malejącą do 76 i 51 mm w kierunku końców kadłuba. Zaokrąglony pokład był opancerzony grubą na 12,7 mm warstwą z tego samego stopu.
Wieża artyleryjska miała kształt kwadratu z zaokrąglonymi rogami. Była zbudowana podobnie jak kadłub, ale jej przednia ściana była zabezpieczona pancerzem o grubości 152 mm, ściany - 102 mm, a tył 76 mm. Dach wieży i eksponowana część platformy na której spoczywała były zabezpieczone 12,7 mm pancerzem, Opancerzona sterówka znajdowała się przed wieżą.

## Służba
Stępkę okrętu położono w Arsenal de Marinha da Côrte w Rio de Janeiro 8 grudnia 1866, w czasie wojny paragwajskiej, którą toczyły złączone w sojuszu Argentyna i Brazylia walczące z Paragwajem. "Pará" został zwodowany 21 maja 1867 i wszedł do służby 15 czerwca 1867. Został doholowany do Río de la Plata 20 czerwca 1867 i popłynął w górę Parany, ale jego dalszy rejs został uniemożliwiony przez paragwajskie fortyfikacje w Humaitá. 19 lutego 1868 sześć brazylijskich okrętów pancernych (w tym "Pará") przepłynęło w pobliżu wrogich umocnień w nocy. "Pará" wraz ze siostrzanymi "Alagoas" i "Rio Grande" zostały przycumowane do większych okrętów by uniknąć kłopotów w razie uszkodzenia maszynowni przez wroga. "Barroso" prowadził "Rio Grande", następnie "Bahia" z "Alagoas" oraz "Tamandaré" z "Pará". Lina pomiędzy "Alagoas" i "Bahia" została uszkodzona w wyniku wrogiego ostrzału. Zarówno "Alagoas" (który został trafiony około 200 razy) jak i "Pará", musiał zostać wyrzucony na brzeg po przejściu fortyfikacji by zapobiec zatonięciu. Okręt został wyremontowany do 27 lutego, wtedy dołączył do eskadry wysłanej by przechwycić miasto Laureles. 15 października bombardował fort Angostura wraz z "Brasil", "Silvado", "Rio Grande" i "Ceará". 17 maja 1869 monitor dołączył do eskadry blokującej na rzekach Jejuy i Araguaya. Po wojnie został przydzielony do nowo sformowanej flotylli Mato Grosso. Został rozbrojony i wycofany ze służby 10 grudnia 1884 w Ladário.